# Kansa
El kansa és una llengua siouan del grup dhegiha que havia parlat la tribu Kaw d'Oklahoma. El darrer parlant com a llengua materna, Walter Kekahbah, va morir en 1983.

## Estudis i recursos
L'antropòleg i lingüista pioner James Owen Dorsey va recollir 604 paraules kansa en la dècada de 1880 i també elaborà unes 25.000 entrades al diccionari kansa-anglès que mai va ser publicat. Dorsey també va recollir 24 mites, narracions històriques i cartes personals de nou parlants kansa.
En 1974 el lingüista Robert L. Rankin trobà Kekahbah, Ralph Pepper (m. 1982), i Maud McCauley Rowe (m. 1978), els darrers parlants supervivents de kansa. Rankin va fer reculls extensius de totes tres, especialment de Rowe, i el seu treball documentant la llengua en els següents 31 anys han ajudat la Nació Kaw aa desenvolupar materials d'aprenentatge de la llengua.

## Revitalització de la llengua
Des de 2012 la Nació Kaw ofereix l'aprenentatge online de la llengua per als parlants de kansa com a segona llengua.
La II Trobada Anyal Dhegiha de 2012 va portar parlants de kansa, quapaw, osage, ponca i omaha junts per compartir les millors pràctiques en la revitalització de la llengua.